# Matronae Afliae
Die Afliae sind Matronen, die in vier Inschriften auf Votivsteinen aus Köln, Wesseling, Inden-Pier und aus Jülich überliefert sind.

## Inschriften

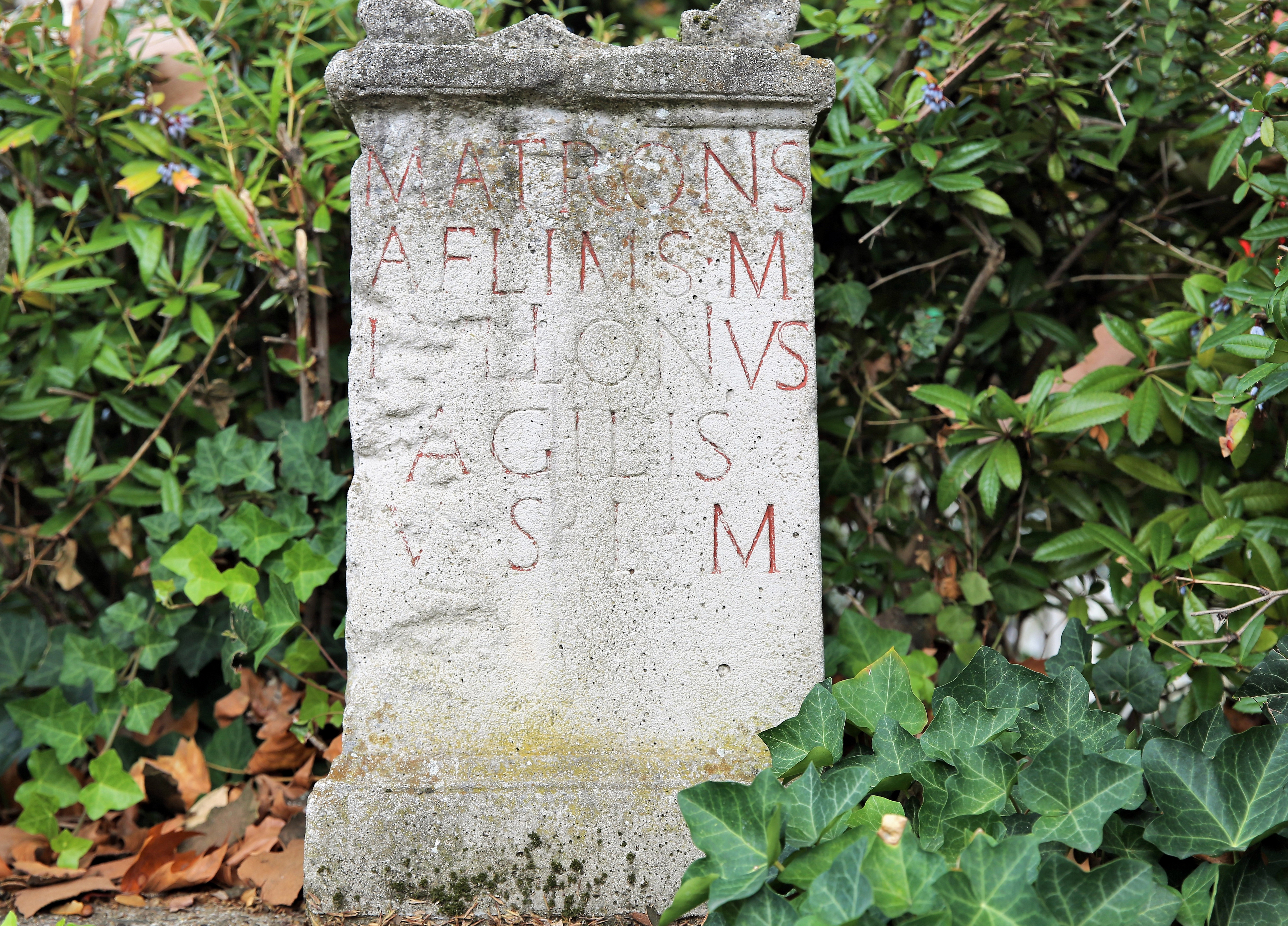
Matronae Afliae in Wesseling

Der Votivstein aus Köln wurde 1829 bei Abbrucharbeiten am „Appellhofplatz“ als Verbauung im Eingang eines römischen Mauerturms (Turm 7 der alten Stadtmauer) gefunden. Der Stein (100 × 60 cm) zeigt über dem Inschriftfeld eine gut erhaltene Muschelnische mit drei Matronen mit der üblichen Haubentracht, getragen von zwei Pilastern mit Blattkapitellen. An den Seiten der oberen Kante über dem Gesims sind jeweils außen zwei geschuppte oder mit Blattwerk verzierte Voluten angebracht. Auf den Schmalseiten sind links und rechts je ein Diener, vermutlich Opferdiener, mit Tuniken bekleidet dargestellt.

„Matronis / Afliabus / M(arcus)  Marius / Marcellus / pro se et  suis / ex  imperio  ipsarum“

„Für die Matronae Afliae. Marcus Marius Marcellus stellte den Altar auf für sich und die Seinen auf Befehl der Matronen.“

 Die Inschrift zeigt die im Inschriftenkatalog der Germania inferior häufige „ex imperio“ Formel (d. h. auf Geheiß/Anweisung der Matronen), die sie als eine Offenbarungs-Inschrift klassifiziert und als „unrömisch“ gilt und die Inschrift daher als einheimisch, germanisch charakterisiert.
Der Stein aus Wesseling ist ein rechteckiger Altar mit Sockel und Gesims und einem leicht beschädigten Giebelchen zwischen zwei verzierten Voluten an den Außenkanten. Oben ist zentriert ein Tellerchen angebracht. Die Schmalseiten zeigen als Dekor jeweils Bäume.

„Matronis / Aflims M(arcus) / Iullionius / Agilis / v(otum) s(olvit) l(ibens) m(erito)“

Aus Inden-Pier stammt ein Stein, der 1985 bei Prospektionen eines merowingerzeitlichen fränkischen Gräberfelds im Vorlauf des Tagebaus Inden (Inden II) als Spolie verbaut gefunden wurde.

„[M(atronis?)] Afli[abus(?)] / [3] Here[nnius(?)] / [H]ospi[talis(?)] / [e]x im[p(erio) pro] / [se] et s[uis l(ibens?) m(erito)]“

Aus Jülich stammt ein Fragment, von dem lediglich die erste Zeile  rudimentär erhalten ist und in dem der Beiname der Afliae konjiziert wird.

„Mat[ronis] / Afl[ims] / [ “

## Beiname und Deutung
Der Beiname weist in der Form Matronis Aflims eine germanische Dativ-Plural-Endung -ims auf (Afliabus den lateinischen Dativ Pl. -bus), die eine kleine Gruppe von Matronenbeinamen (neben der Matronis Aflims die Gabims, Saitchamims, Vatvims) aus dem engeren Fundraum Köln–Wesseling–Jülich zeigt. Durch die germanische Endung liegt die Annahme eines germanischen Stammworts nahe. Anders als Galsterer, der den Namen zunächst als nicht deutbar ohne klaren Wortstamm (germanisch oder keltisch) darstellt, weisen Linguisten (Altgermanisten) seit langem auf den Stamm germanisch *afla- hin, der in den Formen altnordisch afl, altenglisch afol und althochdeutsch afla mit der Bedeutung „Kraft, Macht“ belegt ist und sich als passend anbietet. Der Beiname lässt sich als die „stärkenden, Kraft gebenden Matronen“ deuten.